# Ivan Štefanec
Ivan Štefanec, né le 30 septembre 1961 à Považská Bystrica, est un homme politique slovaque, membre du Mouvement chrétien-démocrate (KDH).

## Biographie
Élu au Conseil national de la République slovaque lors des élections législatives de 2006, puis réélu en 2010 et 2012 pour l'Union démocrate et chrétienne slovaque - Parti démocrate (SDKÚ), Ivan Štefanec est élu au Parlement européen lors des élections européennes de 2014. La même année, il quitte le SDKÚ, avant de rejoindre en 2015 le Mouvement chrétien-démocrate.